# Akustikversion

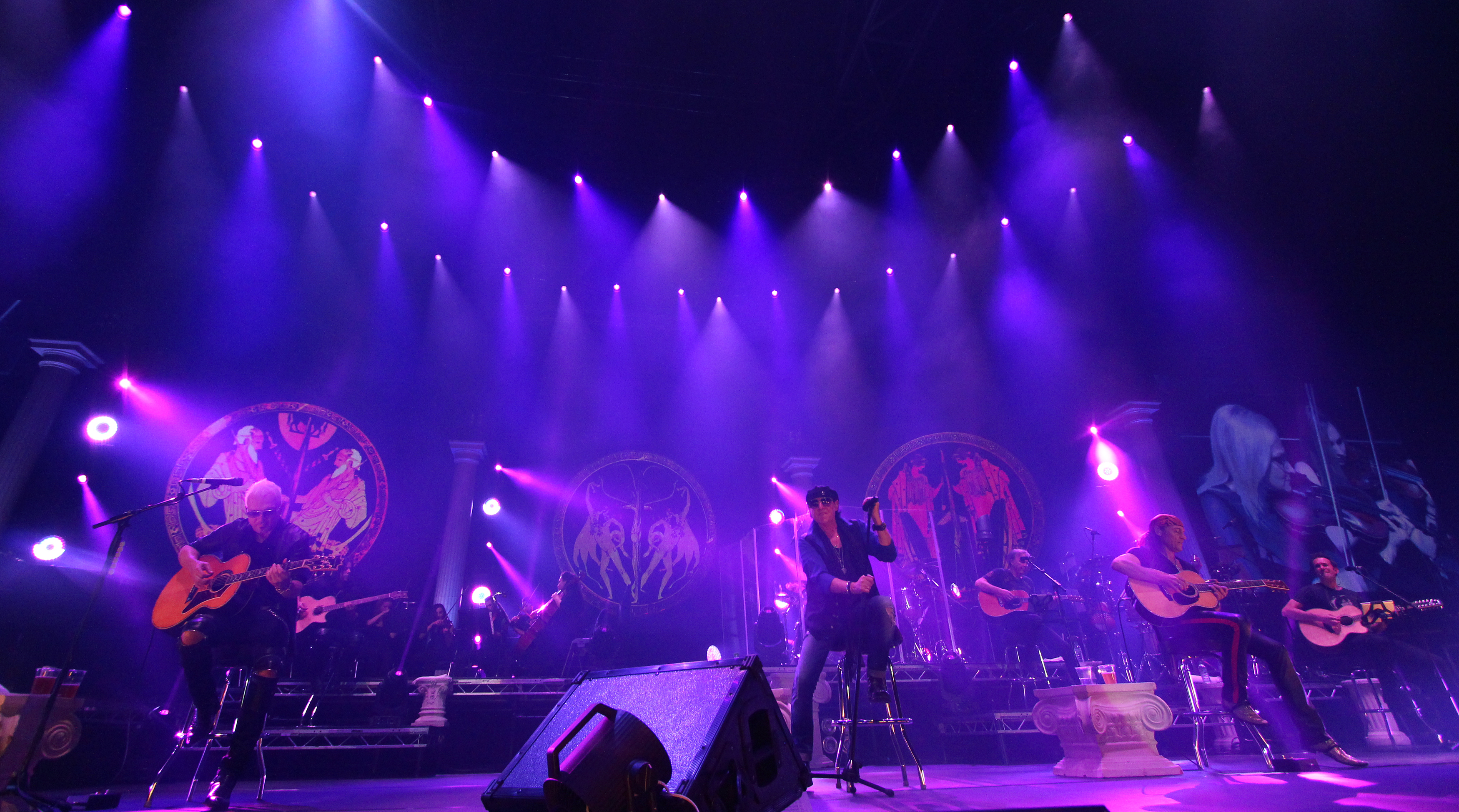
Unplugged-Konzert der Band Scorpions, 2014

Als Akustikversion wird die Darbietung eines Musikstückes verstanden, bei dem die ursprünglich vorgesehenen direkt elektrisch verstärkten Instrumente gegen Instrumente mit Resonanzkörpern ausgetauscht werden. Der Ausdruck wird gleichermaßen verwendet, wenn ein Instrument sowohl unverstärkt als auch elektrisch verstärkt gespielt werden kann und auf die Verstärkung verzichtet wird.
Musiker greifen zu dieser Darbietungsart, um Stil und Klang eine alternative Anmutung zu geben oder die ursprünglich mit einer Band eingespielten Songs auch solo darbieten zu können.
Vielfach wird der englische Begriff unplugged („ausgestöpselt“) verwendet, der so viel wie „Stecker herausgezogen“ bedeutet. Gemeint ist der Stecker des Kabels, das elektrisch verstärkte Instrumente mit dem Verstärker verbindet.
Akustikversionen spielen eine Rolle in der neuzeitlichen Unterhaltungsmusik.